# NEURL3
NEURL3 (англ. Neuralized E3 ubiquitin protein ligase 3) – білок, який кодується однойменним геном, розташованим у людей на короткому плечі 2-ї хромосоми.  Довжина поліпептидного ланцюга білка становить 262 амінокислот, а молекулярна маса — 28 789.
| 10         |  | 20         |  | 30         |  | 40         |  | 50         |
| ---------- |  | ---------- |  | ---------- |  | ---------- |  | ---------- |
| MGAQLCFEAN |  | AKAPREALRF |  | HAEAKGAQVR |  | LDTRGCIAHR |  | RTTFHDGIVF |
| SQRPVRLGER |  | VALRVLREES |  | GWCGGLRVGF |  | TRLDPACVSV |  | PSLPPFLCPD |
| LEEQSPTWAA |  | VLPEGCALTG |  | DLVRFWVDRR |  | GCLFAKVNAG |  | CRLLLREGVP |
| VGAPLWAVMD |  | VYGTTKAIEL |  | LDPTASRLPT |  | PMPWDLSNKA |  | VPEPKATPGE |
| ECAICFYHAA |  | NTRLVPCGHT |  | YFCRYCAWRV |  | FSDTAKCPVC |  | RWQIEAVAPA |
| QGPPALRVEE |  | GS         |  |            |  |            |  |            |

A: Аланін

C: Цистеїн

D: Аспарагінова кислота

E: Глутамінова кислота

F: Фенілаланін

G: Гліцин

H: Гістидин

I: Ізолейцин

K: Лізин

L: Лейцин

M: Метіонін

N: Аспарагін

P: Пролін

Q: Глутамін

R: Аргінін

S: Серин

T: Треонін

V: Валін

W: Триптофан

Кодований геном білок за функцією належить до трансфераз. 
Задіяний у такому біологічному процесі як убіквітинування білків. 
Білок має сайт для зв'язування з іонами металів, іоном цинку. 